# Isimbardi
Gli Isimbardi furono una nobile famiglia di Milano, originaria del pavese.

## Storia
Le prime notizie della famiglia risalgono all'inizio del XIV secolo quando Giovanni Isimbardi viene elencato a Pavia come patrizio della città. Un suo discendente, Lorenzo, si pose al servizio della corte ducale di Milano e venne prescelto come ambasciatore dei Visconti dapprima presso papa Eugenio IV e poi presso la città di Firenze.
I suoi figli, Toroberto, Gian Pietro e Giovanni Agostino, verranno investiti ciascuno di una quota del feudo di Cairo, quote che verranno riunite in una sola persona da Lorenzo, figlio di Gian Pietro. Il nipote di questi, un omonimo Lorenzo, acquisterà nel 1597 l'intera Pieve di Cairo e nel 1600 ne verrà investito col titolo di marchese. Questi fu inoltre giudice delle vettovaglie del ducato di Milano sotto l'amministrazione spagnola e sposò Maria de Mendoza, figlia di don Pedro de Mendoza (fratello di María Maximiliana Manrique de Lara y Briceño), nominato da poco conte di Binasco, militare e ambasciatore spagnolo a Genova. In virtù di questa unione, la famiglia venne impropriamente definita da alcuni storiografi e genealogisti Isimbardi de Mendoza, anche se tale denominazione non risulta avere alcun fondamento dal momento che la famiglia Mendoza non si estinse negli Isimbardi.
Favorito dalla posizione del nonno materno, il figlio di questo Lorenzo, Pietro, secondo marchese, intraprese la carriera militare nel ducato spagnolo di Milano, divenendo comandante della milizia di Pavia e poi comandante della piazzaforte di Mortara, venendo in seguito nominato ambasciatore del ducato di Milano a Napoli, a Parma ed infine in Toscana.
Il nipote di quest'ultimo Pietro, figlio di Lorenzo, ottenne nel 1736 l'aggregazione della famiglia al patriziato milanese. Si imparentò con la famiglia romana dei Cybo, motivo per cui il suo secondogenito che venne poi chiamato a succedergli ebbe nome di Innocenzo, come il papa che quella casata diede alla chiesa. 
La famiglia proseguì con parentele d'alto rango nella società aristocratica milanese e con una notevole ricchezza per tutto il XVIII, con Alessandro che a nel 1775 acquistò dalla nobile famiglia milanese dei Taverna il palazzo oggi noto come Palazzo Isimbardi, divenuto poi sede della provincia di Milano.
La famiglia si estinse nel 1908 con la morte del marchese Luigi il quale, pur avendo sposato Carolina Taverna, non ebbe eredi. Gran parte dei suoi beni, compreso il prezioso palazzo milanese di famiglia, pervennero per via ereditaria ai Taverna, che li cedettero nel 1918 al ricco industriale legnanese Gian Franco Tosi.

## Albero genealogico
|                                                       |                                                       |                                                   |                                                   |                                                                            |                                                                               |                                                                               |                                                                                   |                                                                                   |                                                                                |                                                                                |                                                                             |                                                                             |                                                                   |                                                                   |                                                                      |                                                                           |             |             |                        |                        |                |                |                                  |                                  |
|                                                       |                                                       |                                                   |                                                   |                                                                            |                                                                               |                                                                               |                                                                                   |                                                                                   |                                                                                |                                                                                |                                                                             |                                                                             |                                                                   |                                                                   |                                                                      | Lorenzo, I marchese di Pieve di Cairo †1644 Maria de Mendoza              |             |             |                        |                        |                |                |                                  |                                  |
|                                                       |                                                       |                                                   |                                                   |                                                                            |                                                                               |                                                                               |                                                                                   |                                                                                   |                                                                                |                                                                                |                                                                             |                                                                             |                                                                   |                                                                   |                                                                      |                                                                           |             |             |                        |                        |                |                |                                  |                                  |
|                                                       |                                                       |                                                   |                                                   |                                                                            |                                                                               |                                                                               |                                                                                   |                                                                                   |                                                                                |                                                                                |                                                                             |                                                                             |                                                                   |                                                                   |                                                                      |                                                                           |             |             |                        |                        |                |                |                                  |                                  |
|                                                       |                                                       |                                                   |                                                   |                                                                            |                                                                               |                                                                               |                                                                                   |                                                                                   |                                                                                |                                                                                |                                                                             |                                                                             |                                                                   |                                                                   |                                                                      | Pietro, II marchese di Pieve di Cairo *1603 †1670 Anna Francesca Beccaria |             |             |                        |                        |                |                |                                  |                                  |
|                                                       |                                                       |                                                   |                                                   |                                                                            |                                                                               |                                                                               |                                                                                   |                                                                                   |                                                                                |                                                                                |                                                                             |                                                                             |                                                                   |                                                                   |                                                                      |                                                                           |             |             |                        |                        |                |                |                                  |                                  |
|                                                       |                                                       |                                                   |                                                   |                                                                            |                                                                               |                                                                               |                                                                                   |                                                                                   |                                                                                |                                                                                |                                                                             |                                                                             |                                                                   |                                                                   |                                                                      |                                                                           |             |             |                        |                        |                |                |                                  |                                  |
|                                                       |                                                       |                                                   |                                                   |                                                                            |                                                                               |                                                                               |                                                                                   |                                                                                   | Lorenzo, III marchese di Pieve di Cairo *1627 †1681 Anna Maria Cusani Visconti | Lorenzo, III marchese di Pieve di Cairo *1627 †1681 Anna Maria Cusani Visconti | Pietro †1675 vescovo di Cremona                                             | Pietro †1675 vescovo di Cremona                                             | Agostino †1681 vescovo di Cremona                                 | Agostino †1681 vescovo di Cremona                                 | Maria Colomba ?-? monaca nel monastero della SS. Annunciata di Pavia | Maria Colomba ?-? monaca nel monastero della SS. Annunciata di Pavia      | Carlo ?-? ? | Carlo ?-? ? | Anna Francesca †1665 ? | Anna Francesca †1665 ? | Garcia †1640 ? | Garcia †1640 ? | Benedetta ?-? Giuseppe Manriquez | Benedetta ?-? Giuseppe Manriquez |
|                                                       |                                                       |                                                   |                                                   |                                                                            |                                                                               |                                                                               |                                                                                   |                                                                                   |                                                                                |                                                                                |                                                                             |                                                                             |                                                                   |                                                                   |                                                                      |                                                                           |             |             |                        |                        |                |                |                                  |                                  |
|                                                       |                                                       |                                                   |                                                   |                                                                            |                                                                               |                                                                               |                                                                                   |                                                                                   |                                                                                |                                                                                |                                                                             |                                                                             |                                                                   |                                                                   |                                                                      |                                                                           |             |             |                        |                        |                |                |                                  |                                  |
|                                                       |                                                       |                                                   |                                                   |                                                                            |                                                                               |                                                                               | Anna Chiara ?-? Luigi Bellone, conte                                              | Anna Chiara ?-? Luigi Bellone, conte                                              | Pietro, IV marchese di Pieve di Cairo *1663 †1743 Silvia Cybo                  | Pietro, IV marchese di Pieve di Cairo *1663 †1743 Silvia Cybo                  | Maria *1667 †1742 Carlo Busca, II marchese di Lomagna                       | Maria *1667 †1742 Carlo Busca, II marchese di Lomagna                       |                                                                   |                                                                   |                                                                      |                                                                           |             |             |                        |                        |                |                |                                  |                                  |
|                                                       |                                                       |                                                   |                                                   |                                                                            |                                                                               |                                                                               |                                                                                   |                                                                                   |                                                                                |                                                                                |                                                                             |                                                                             |                                                                   |                                                                   |                                                                      |                                                                           |             |             |                        |                        |                |                |                                  |                                  |
|                                                       |                                                       |                                                   |                                                   |                                                                            |                                                                               |                                                                               |                                                                                   |                                                                                   |                                                                                |                                                                                |                                                                             |                                                                             |                                                                   |                                                                   |                                                                      |                                                                           |             |             |                        |                        |                |                |                                  |                                  |
|                                                       |                                                       |                                                   |                                                   |                                                                            | Lorenzo †1746 sacerdote                                                       | Lorenzo †1746 sacerdote                                                       | Innocenzo, V marchese di Pieve di Cairo *1696 †1761 Bianca Soresina Vidoni        | Innocenzo, V marchese di Pieve di Cairo *1696 †1761 Bianca Soresina Vidoni        | Giulio Cesare *1698 †1754 cavaliere di Malta                                   | Giulio Cesare *1698 †1754 cavaliere di Malta                                   | Anna ?-? monaca nel monastero di Santa Teresa di Milano                     | Anna ?-? monaca nel monastero di Santa Teresa di Milano                     | Agostino ?-? canonico della Basilica del Santo Sepolcro di Milano | Agostino ?-? canonico della Basilica del Santo Sepolcro di Milano |                                                                      |                                                                           |             |             |                        |                        |                |                |                                  |                                  |
|                                                       |                                                       |                                                   |                                                   |                                                                            |                                                                               |                                                                               |                                                                                   |                                                                                   |                                                                                |                                                                                |                                                                             |                                                                             |                                                                   |                                                                   |                                                                      |                                                                           |             |             |                        |                        |                |                |                                  |                                  |
|                                                       |                                                       |                                                   |                                                   |                                                                            |                                                                               |                                                                               |                                                                                   |                                                                                   |                                                                                |                                                                                |                                                                             |                                                                             |                                                                   |                                                                   |                                                                      |                                                                           |             |             |                        |                        |                |                |                                  |                                  |
|                                                       |                                                       |                                                   |                                                   |                                                                            | Silvia *1738 †1777 Giovanni Battista Visconti Aicardi, III marchese di Riozzo | Silvia *1738 †1777 Giovanni Battista Visconti Aicardi, III marchese di Riozzo | Gian Pietro Camillo, VI marchese di Pieve di Cairo *1740 †1813 Margherita Croce   | Gian Pietro Camillo, VI marchese di Pieve di Cairo *1740 †1813 Margherita Croce   |                                                                                | Giulio Cesare *1742 †1778 Maddalena Beccaria                                   | Giulio Cesare *1742 †1778 Maddalena Beccaria                                |                                                                             |                                                                   |                                                                   |                                                                      |                                                                           |             |             |                        |                        |                |                |                                  |                                  |
|                                                       |                                                       |                                                   |                                                   |                                                                            |                                                                               |                                                                               |                                                                                   |                                                                                   |                                                                                |                                                                                |                                                                             |                                                                             |                                                                   |                                                                   |                                                                      |                                                                           |             |             |                        |                        |                |                |                                  |                                  |
|                                                       |                                                       |                                                   |                                                   |                                                                            |                                                                               |                                                                               |                                                                                   |                                                                                   |                                                                                |                                                                                |                                                                             |                                                                             |                                                                   |                                                                   |                                                                      |                                                                           |             |             |                        |                        |                |                |                                  |                                  |
|                                                       |                                                       |                                                   |                                                   |                                                                            |                                                                               | Alessandro, VII marchese di Pieve di Cairo *1769 †1821 Maria d'Adda           | Alessandro, VII marchese di Pieve di Cairo *1769 †1821 Maria d'Adda               | Luigi *1773 †1831 senza discendenti                                               | Luigi *1773 †1831 senza discendenti                                            | Carlo Innocenzo *1767 †1824 ? Lampugnani senza discendenti                     | Carlo Innocenzo *1767 †1824 ? Lampugnani senza discendenti                  |                                                                             |                                                                   |                                                                   |                                                                      |                                                                           |             |             |                        |                        |                |                |                                  |                                  |
|                                                       |                                                       |                                                   |                                                   |                                                                            |                                                                               |                                                                               |                                                                                   |                                                                                   |                                                                                |                                                                                |                                                                             |                                                                             |                                                                   |                                                                   |                                                                      |                                                                           |             |             |                        |                        |                |                |                                  |                                  |
|                                                       |                                                       |                                                   |                                                   |                                                                            |                                                                               |                                                                               |                                                                                   |                                                                                   |                                                                                |                                                                                |                                                                             |                                                                             |                                                                   |                                                                   |                                                                      |                                                                           |             |             |                        |                        |                |                |                                  |                                  |
| Margherita *1795 †1874 Giuseppe Lantieri de' Paratico | Margherita *1795 †1874 Giuseppe Lantieri de' Paratico | Camilla *1798 †1833 Girolamo Bevilacqua, marchese | Camilla *1798 †1833 Girolamo Bevilacqua, marchese | Pietro, VIII marchese di Pieve di Cairo *1799 †1878 Luigia Litta Modignani | Pietro, VIII marchese di Pieve di Cairo *1799 †1878 Luigia Litta Modignani    |                                                                               | Lorenzo, IX marchese di Pieve di Cairo *1801 †? Costanza Taverna                  | Lorenzo, IX marchese di Pieve di Cairo *1801 †? Costanza Taverna                  | Luigia *1802 †1851 Angelo Casati                                               | Luigia *1802 †1851 Angelo Casati                                               | Leopolda *1804 †1855 Giuseppe Visconti di San Vito, VI marchese di San Vito | Leopolda *1804 †1855 Giuseppe Visconti di San Vito, VI marchese di San Vito | Giovanni *1805 †1864 senza discendenti                            | Giovanni *1805 †1864 senza discendenti                            |                                                                      |                                                                           |             |             |                        |                        |                |                |                                  |                                  |
|                                                       |                                                       |                                                   |                                                   |                                                                            |                                                                               |                                                                               |                                                                                   |                                                                                   |                                                                                |                                                                                |                                                                             |                                                                             |                                                                   |                                                                   |                                                                      |                                                                           |             |             |                        |                        |                |                |                                  |                                  |
|                                                       |                                                       |                                                   |                                                   |                                                                            |                                                                               |                                                                               |                                                                                   |                                                                                   |                                                                                |                                                                                |                                                                             |                                                                             |                                                                   |                                                                   |                                                                      |                                                                           |             |             |                        |                        |                |                |                                  |                                  |
|                                                       |                                                       |                                                   | Alessandro *1826 †1851 senza discendenti          | Alessandro *1826 †1851 senza discendenti                                   | Maria *1827 †1850 Giovanni d'Adda                                             | Maria *1827 †1850 Giovanni d'Adda                                             | Luigi, X marchese di Pieve di Cairo *1845 †1908 Carolina Taverna Famiglia estinta | Luigi, X marchese di Pieve di Cairo *1845 †1908 Carolina Taverna Famiglia estinta |                                                                                |                                                                                |                                                                             |                                                                             |                                                                   |                                                                   |                                                                      |                                                                           |             |             |                        |                        |                |                |                                  |                                  |